# Viverrider
Viverrider eller sibetdjur (Viverridae) är en familj i ordningen rovdjur med omkring 30 arter. De är små till medelstora och lever i södra Europa, Asien och Afrika. I andra regioner har de blivit införda av människan.

## Kännetecken
Viverrider påminner i viss mån om kattdjur men de skiljer sig från dessa genom en långsträckt och smal kropp med lång svans. Flera arter har en kännetecknande mönstring på pälsen med fläckar och strimmor men det finns även arter som är enfärgade. Även huvudet är långsträckt och i munnen finns 32 till 40 tänder. Öronen är små och oftast spetsiga. Fötterna har hos de flesta arterna fem tår med klor som kan dras in. I de flesta fall är svansen lång och yvig med tvärstrimmor eller annan mönstring. I närheten av analöppningen finns körtlar, som avsöndrar oljeartade starkt luktande vätskor. Förutom könsorganen finns inga ytlig synliga differenser mellan hannar och honor. Honor har en till tre par spenar, beroende på art.
Beroende på art är kroppslängden mellan 35 och 95 centimeter, svanslängden mellan 13 och 90 centimeter och vikten mellan 0,6 och 14 kilogram. Tandformeln är I 3/3 C 1/1 P 3-4/3-4 M 1-2/1-2, alltså 32 till 40 tänder.

## Utbredning och habitat
De flesta arter finns i södra och sydöstra Asien. Där sträcker sig utbredningsområdet från Indien och södra Kina till Indonesien och Filippinerna. Viverrider lever även i hela Afrika och på Arabiska halvön. Arten vanlig genett finns dessutom i sydvästra Europa.
Dessa djur lever vanligtvis i skogar men även i täta buskskogar och savanner med ett tjockt grästäcke.

## Levnadssätt
Vanligen är viverrider aktiva på natten. Under dagen vilar de i håligheter i träd eller i bon under jorden. Flera arter har god förmåga att klättra i träd men bara binturong har en gripsvans. Andra arter som sibetkatter vistas mera på marken. Vattengenett och utterpalmmård lever delvis i vatten.
Hos de flesta arterna lever varje individ ensam och utanför parningstiden undviker de kontakt med artfränder. Ett fåtal arter lever i par eller mindre familjegrupper. Oftast har varje exemplar sitt revir som markeras med sekret från analkörtlarna.

## Föda
Viverrider är vanligen allätare men vissa arter har kött som huvudföda. När de jagar smyger de fram till bytet och dödar rovet från baksidan. De äter till exempel mindre ryggradsdjur, insekter, maskar och fågelägg. Några arter livnär sig även av as. Dessutom ingår frukter, rötter och nötter i födan. Utterpalmmård och vattengenett äter större mängder vattenlevande djur som fiskar, grodor och kräftdjur.

## Fortplantning
I regel har honor förmågan att para sig två gånger per år och efter dräktigheten föds 1 till 6 ungdjur. Ungarnas ögon är vid födseln slutna, men kroppen bär redan hår. Livslängden för de flesta arterna ligger antagligen mellan 5 och 15 år.

## Viverrider och människor
En del arter utnyttjas av människan ekonomiskt. Det gäller främst sibetkatter som producerar sibetolja i sina analkörtlar som används för att framställa parfym. Idag produceras dock sibetolja huvudsakligen på konstgjord väg. Indisk palmmård spelar en betydande roll i framställningen av kaffesorten Kopi Luwak. Köttet av några arter används som mat.
Ibland hölls viverrider som sällskapsdjur. De betraktas som skadedjur när de dödar höns. Å andra sidan är de nyttiga när de jagar gnagare.
Det största hotet mot viverrider är förstöringen av deras levnadsområde. Huvudsakligen är det de arter som lever i skogen som hotas av skogsröjning i sina utbredningsområden. Vissa arter listas av IUCN som sårbara eller hotade.

## Systematik
Familjen bildas av cirka 30 arter fördelade på ungefär 15 släkten och 4 underfamiljer:
- underfamilj sibetkatter (Viverrinae)
  - Viverra
  - Civetter (Civettictis)
  - Liten indisk sibetkatt (Viverricula)
  - Genetter (Genetta)
  - Vattengenett (Osbornictis)
  - Afrikanska linsanger (Poiana)
- underfamilj linsanger (Prionodontinae)
  - Prionodon
- underfamilj palmmårdar Paradoxurinae
  - Äkta palmmårdar (Paradoxurus)
  - Maskpalmmård (Paguma)
  - Celebespalmmård (Macrogalidia)
  - Småtandad palmmård (Arctogalidia)
  - Binturong (Arctictis)
- underfamilj Hemigalinae
  - Bandad palmmård (Hemigalus)
  - Owstons palmmård (Chrotogale)
  - Hoses palmmård (Diplogale)
  - Utterpalmmårdar (Cynogale)

Släktet Nandinia förs numera ibland till en egen familj - Nandiniidae. Arterna fossa, falanok och fanaloka (alla hemmahörande på Madagaskar) som tidigare ingick i viverriderna tillhör idag familjen Eupleridae.
Enligt Gaubert och Veron (2003) ska linsanger räknas till en egen familj. Forskarteamets molekylärgenetiska undersökningar visade att linsanger inte är närmare släkt med de övriga viverriderna. De utgör däremot systergruppen till kattdjuren.

## Utvecklingshistoria
De första arterna som kan tillskrivas familjen uppkom enligt en studie från 2006 under sen eocen eller tidig oligocen för 34 till 30 miljoner år sedan. De äldsta fossilen är från Eurasien. Uppdelningen i tre underfamiljer skedde under senare oligocen eller tidig miocen. Under mellersta miocen nådde några familjemedlemmar Afrika och ungefär samtidig bildades de släkten som finns kvar idag.